# Élise Ancion
Pour les articles homonymes, voir Ancion.
Élise Ancion, née le 28 août 1969, est une scénariste, costumière et metteuse en scène de cinéma et de théâtre belge.

## Biographie
Élise (Elisabeth) Ancion habite à Liège avec l'acteur et réalisateur Bouli Lanners avec qui elle est mariée depuis 2000. 

## Filmographie

### Comme co-scénariste
- 2011 : Les Géants (de Bouli Lanners)

### Comme costumière
- 2005 : Ultranova de Bouli Lanners
- 2006 : Cages d'Olivier Masset-Depasse
- 2008 : Eldorado de Bouli Lanners
- 2008 : Le Non-dit de Fien Troch
- 2010 : Kill Me Please de Olias Barco
- 2011 : Les Géants de Bouli Lanners
- 2013 : Une place sur la Terre de Fabienne Godet
- 2014 : Bouboule de Bruno Deville
- 2015 : Je suis mort mais j'ai des amis de Guillaume et Stéphane Malandrin
- 2016 : Les Premiers, les Derniers de Bouli Lanners
- 2016 : Grave de Julia Ducournau
- 2017 : Troisième Noces de David Lambert
- 2017 : Marvin ou la Belle Éducation d'Anne Fontaine
- 2018 : La Séductrice (A Good Woman) de Abner Pastoll
- 2018 : Trois Jours et une vie de Nicolas Boukhrief
- 2019 : Animals de Nabil Ben Yadir
- 2021 : L'Ombre d'un mensonge (Nobody Has to Know) de Bouli Lanners
- 2022 : Des gens bien mini-série télévisée de Stéphane Bergmans, Benjamin d’Aoust et Matthieu Donck
- 2023 : Der Pfau de Lutz Heineking
- 2024 : Un coup de maître de Rémi Bezançon

## Récompenses et distinctions

### Nominations
- 2012 : 2e cérémonie des Magritte du cinéma :
  - Meilleur scénario pour Les Géants
  - Meilleurs costumes pour Les Géants
- 2014 : 4e cérémonie des Magritte du cinéma : Meilleurs costumes pour Une place sur la Terre
- 2016 : 6e cérémonie des Magritte du cinéma : Meilleurs costumes pour Je suis mort mais j'ai des amis

### Récompenses
- 2017 : 7e cérémonie des Magritte du cinéma : Meilleurs costumes pour Les Premiers, les Derniers